# Werk Gschwent

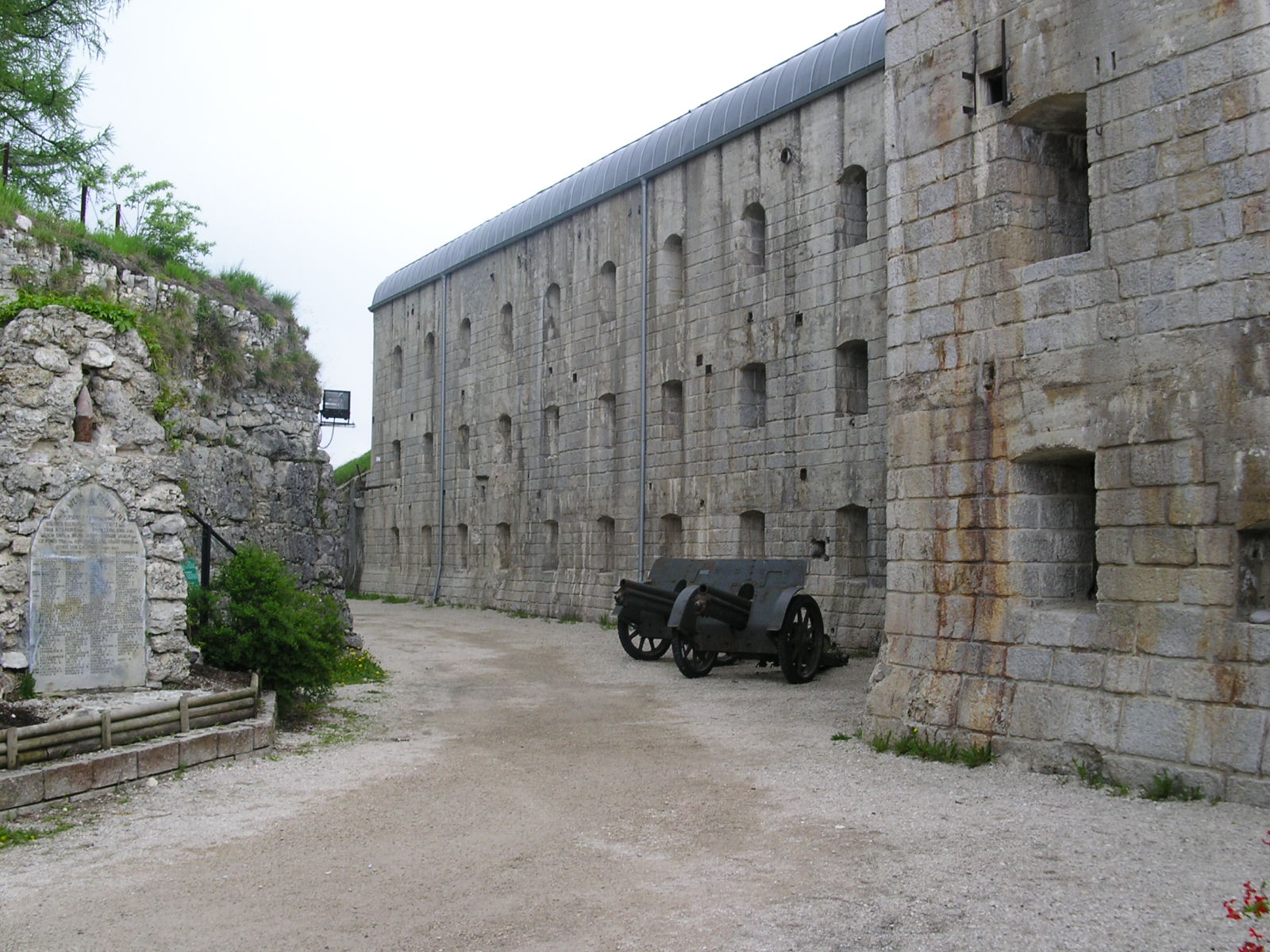
Werk Gschwent, Kehlseite des Kasemattblocks

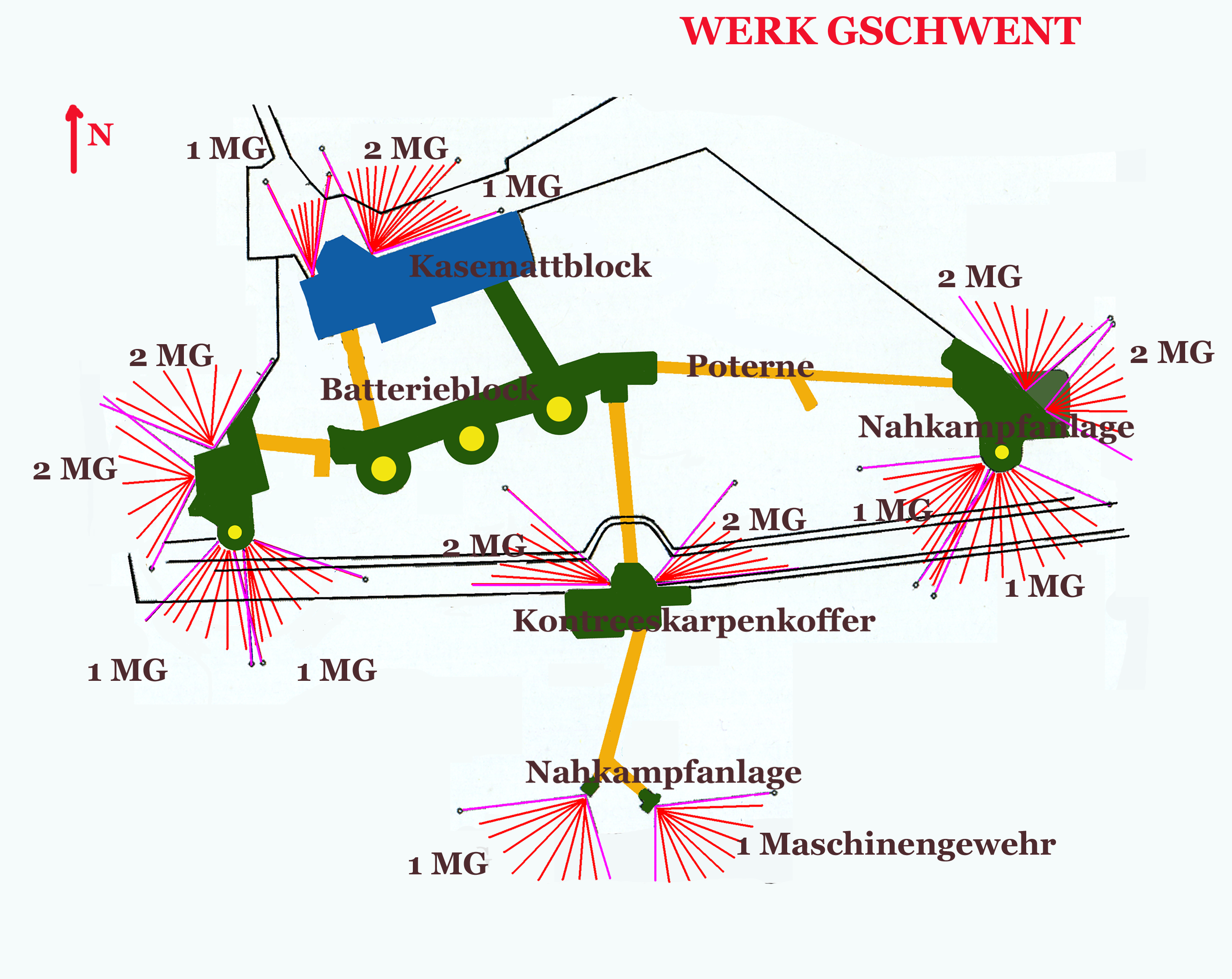
Plan des Werkes Gschwent

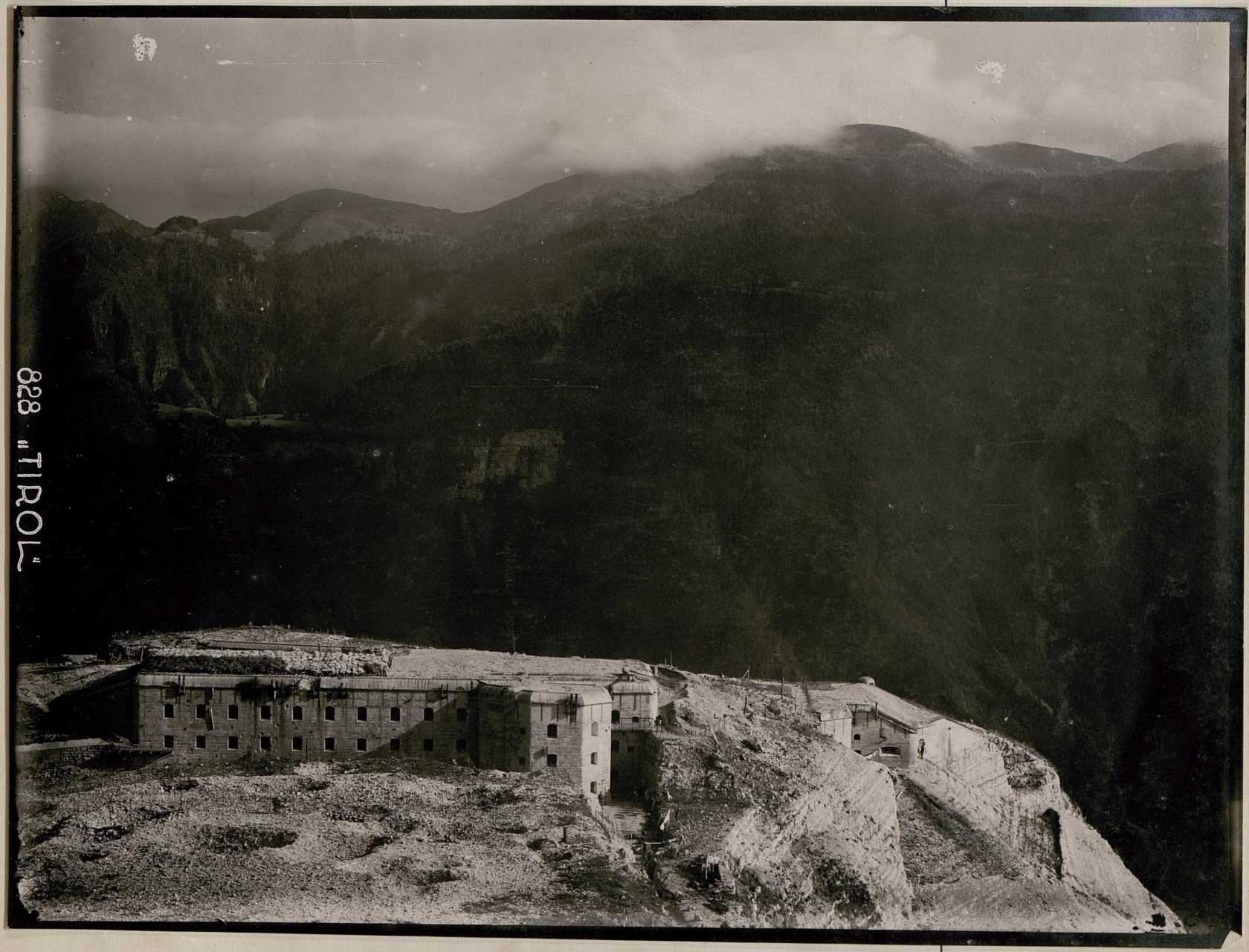
Gesamtansicht des Werkes Gschwent

Das Werk Gschwent (von den Italienern als Forte Belvedere bezeichnet) war eines von insgesamt sieben Sperrwerken des österreichisch-ungarischen Festungsriegels am Rand der Hochebenen der Gemeinden Folgaría, Lavarone und Luserna, oberhalb des Val Sugana und südlich der Ortschaft Levico Terme bzw. des Lago di Caldonazzo. Die Österreichisch-Ungarische Militäradministratur bezeichnete diese Gegend als Hochfläche der Sieben Gemeinden unabhängig von ihrer tatsächlichen Lage.
- Kommandanten waren Oberleutnant Perschitz und Hauptmann Trakl
- Baubeginn war der 10. Mai 1909 unter Aufsicht von Hauptmann Rudolf Schneider
- Fertigstellung am 18. Mai 1912 unter Aufsicht von Hauptmann Edgar Weingaertner

## Geographische Lage
Das Werk Gschwent liegt auf einer Anhöhe (1170 Meter über dem Meer) nordöstlich der Ortschaft Lastebasse und beherrschte an dieser Stelle das Val d’Astico mit der wichtigen Straße von Arsiero in das Etschtal. Nachbarwerke waren nach Osten das Werk Lusern (4 km Luftlinie) und nach Westen das Werk Cherle/Sebastiano (5 km Luftlinie). Auf Grund seiner Lage war das Werk sturmfrei, d. h., infanteristische Angriffe waren auf Grund der Ortslage aussichtslos.

## Planung
Das Werk wurde von Hauptmann Rudolf Schneider geplant. Im Jahre 1908 war noch vorgesehen gewesen, es komplett im Felsen zu versenken und die Panzerkuppeln auf Geschützbrunnen zu setzen, die durch die Felsendecke gebohrt werden sollten. Letztendlich hat man doch auf die bisherigen Ausführungen zurückgegriffen und den Felsen weggesprengt, um an dessen Stelle Betonbauten zu errichten. Der Kasemattblock war jedoch bereits vom Batterieblock getrennt aufgeführt. Als Artilleriebewaffnung waren zwei Turmhaubitzen und zwei Traditoren mit je einer 8-cm-Minimalschartenkanone zur Bestreichung des Asticotals vorgesehen. Dieser Plan wurde im April 1909 dahingehend geändert, dass die Traditoren entfielen und dafür eine dritte Turmhaubitze installiert werden sollte. Der tatsächliche Bauplan entsprach dann in groben Zügen den Vorgaben von 1909.
In den Planungen war jedoch ein grober Fehler enthalten, da der Frontgraben in einem zu flachen Winkel zum Batterieblock angelegt worden war. Dadurch wurde der Kontreeskarpenkoffer nicht gegen Querfeuer von den östlich gelegenen Batterien bei Spelonca della Neve gedeckt und erhielt mehrere schwere Treffer aus dieser Richtung.

## Das Bauwerk
Das Werk bestand aus:
- dem Batterieblock
- dem Kasemattblock
- der linken und der rechten Zwischenraumstreiche als Infanteriekampfwerk
- dem Kontreeskarpenkoffer als Infanteriekampfwerk

Es war mit einem Verpflegungsvorrat für 90 Tage ausgestattet, wohingegen die Zisterne nur für 60 Tage ausreichend war. Für die Haubitzen waren insgesamt 3600 Schuss Munition eingelagert.
Erbaut in den Jahren 1909–1912 flossen hier bereits Erkenntnisse ein, die man bei Beschussversuchen mit einem 30,5-cm-Mörser an einer Testanlage in Felixdorf gewonnen hatte.

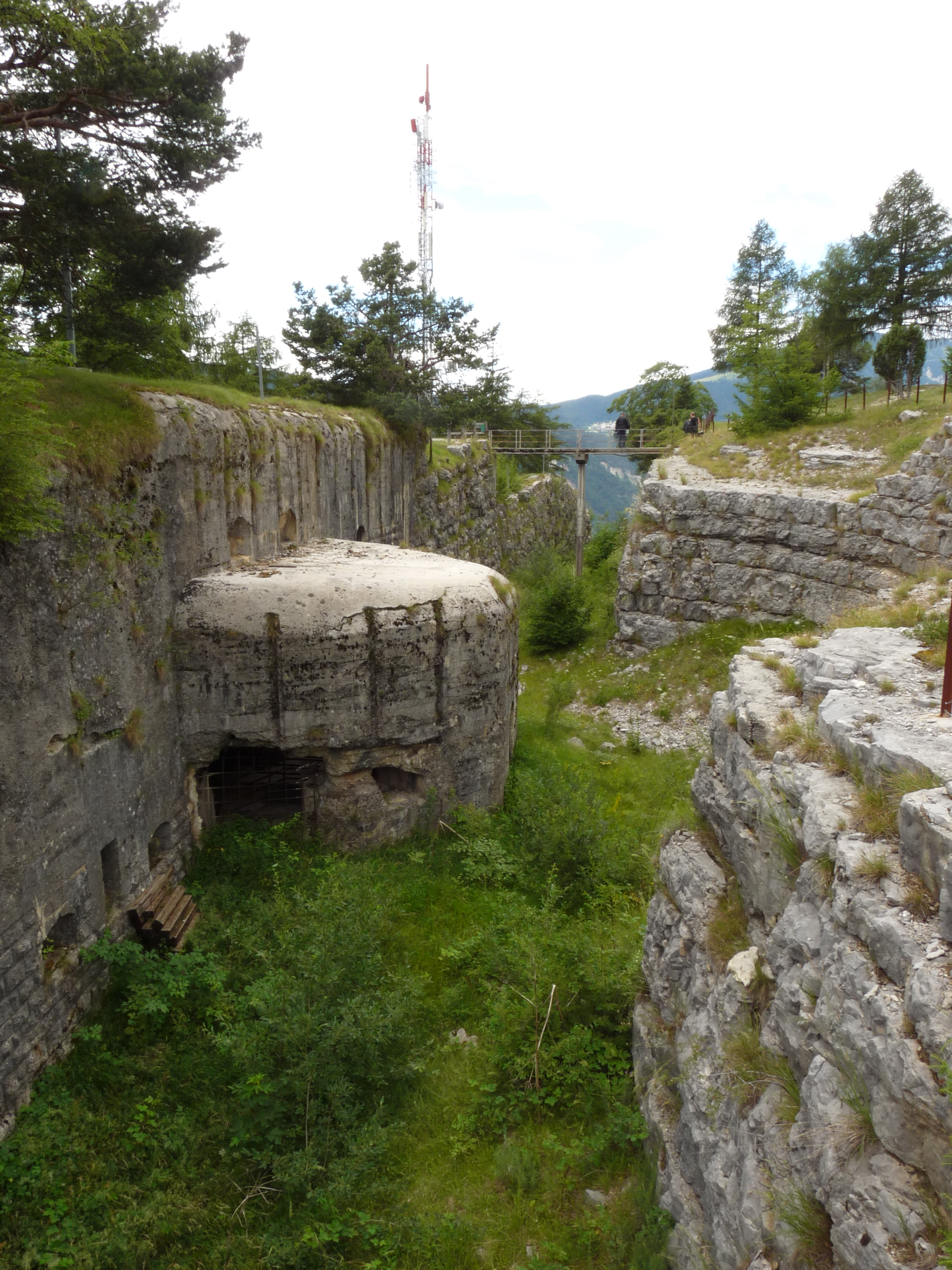
Kontreeskarpenkoffer

Nach dem damaligen Stand der Befestigungstechnik wurde das Werk mit einer bis zu 2,5 m starken und bewehrten Betondecke versehen. Stellenweise lag die Decke auf I-Trägern, die diese im Abstand von 50 cm zusätzlich stützten. Im Gegensatz zu den anderen Werken der Sperrgruppe war Gschwent nur mit drei anstatt der üblichen vier Turmhaubitzen vom Kaliber 10 cm ausgestattet und verfügte über keine drehbaren Beobachtungsstände. Batterieblock und Kampfstände waren hier bereits weit auseinandergezogen, um die Trefferwirkung zu verringern. Teile waren in den Fels eingebettet. Die rechte und die linke Flanke wurden von je einer Nahkampfanlage gedeckt, die mit je einer Panzerkuppel mit je zwei und zwei Panzerkasematten mit ebenfalls je zwei Maschinengewehren bewaffnet waren. Dabei waren die Panzerkuppeln asymmetrisch ausgeführt und gleichzeitig zur Artilleriebeobachtung eingerichtet. Jede dieser Panzerkuppeln verfügte über drei Fernrohrschlitze, was einen Sichtbereich von maximal 240° ergab. Zwei der Schlitze konnten mit Maschinengewehren bestückt werden. Vor dem Kontreeskarpenkoffer, der wegen des relativ kurzen Grabens nur nach jeder Seite mit zwei Maschinengewehren bewaffnet war, lag noch eine kleine, zweiteilige Nahkampfanlage, die mit je einem Maschinengewehr in einer Panzerkasematte ausgestattet war. Alle Werksteile waren durch in den Fels gesprengte Poternen miteinander verbunden. Da die beiden Flankierungsanlagen und der Kontreeskarpenkoffer über eigene Unterkunftsräume verfügten, konnte das Volumen des Kasemattblocks entsprechend kleiner gehalten werden.
Die mittlere der drei Panzerhaubitztürme war ein Versuchsmuster M.1906, das anstelle der üblichen 24 Verriegelungspositionen nur 12 hatte. Die österreichisch-ungarischen Turmhaubitzen waren an den Barbetten mit einer Arretierung ausgestattet, um bei seitlichen Treffern das unkontrollierte Wegdrehen des Turmes zu verhindern. Um den Turm zu richten, wurde dieser angehoben, geschwenkt, in der geforderten Stellung abgesenkt und wieder verriegelt.

### Besatzung
Die vorgesehene Normbesatzung des Werkes Gschwent bei Kriegsausbruch:
- ein Hauptmann als Werkskommandant
- drei Offiziere als Zugführer
- 138 Artilleristen des Festungsartilleriebataillons Nr. 6 (Chiesa di Lavarone/Trient)
- 60 Landesschützen eines Marschbataillons des Landeschützenregiments Nr. I[2]

Tatsächlich wurden alle Werke auf der Hochfläche von Lavarone/Folgaria sowie das von Tenna und Colle delle Benne bei Kriegsausbruch zunächst mit einem Detachement des k.k. Landesschützen-Regiments „Bozen“ Nr. II, der 2. Kompanie des Festungsartilleriebataillons Nr. 1 (Trient), sowie der 1. – 4. Kompanie des Festungsartilleriebataillons Nr. 8 (Haidenschaft) besetzt. Nach dem Eintreffen von der Ostfront wurden dann die vorgesehenen Besatzungen ebenfalls eingeteilt.
Wenige Monate nach Kriegsbeginn wurde in das Fort eine zusätzliche Verstärkung von 200 Mann Infanterie gelegt.

### Bewaffnung

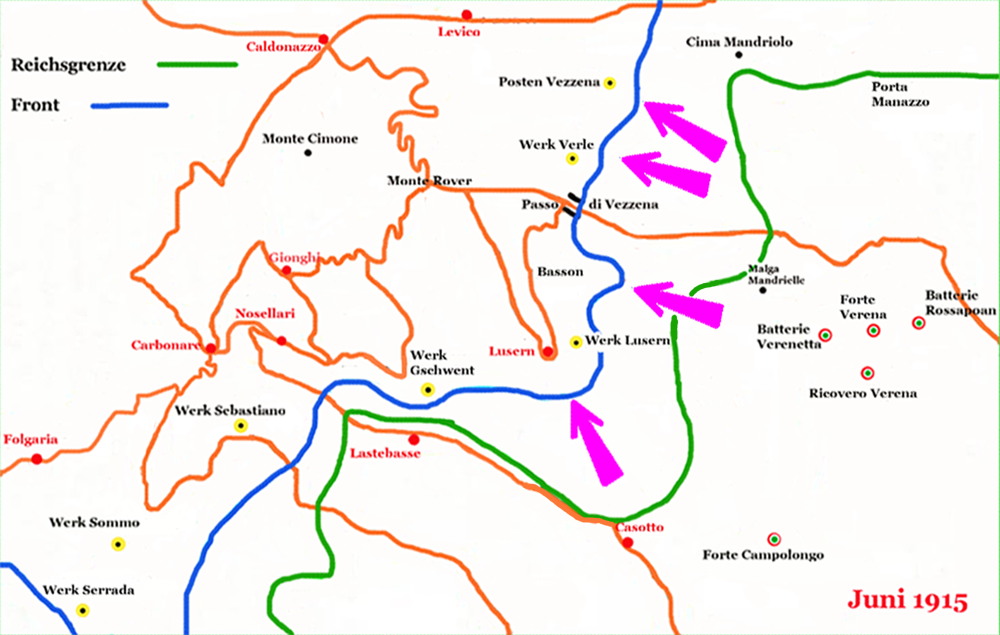
Situation von Mai 1915 bis Juni 1916

- 3 10-cm-Turmhaubitzen M.9
- 7 Panzerkasematten mit je 3 Maschinengewehren
- 2 Panzerkasematten mit je 1 Maschinengewehr
- 2 Panzerkuppeln mit je 2 Maschinengewehren
- 2 Mauerscharten mit je 1 Maschinengewehr

Insgesamt: 22 Maschinengewehre M07/12
- zwei Scheinwerfer 90 cm
- sechs Scheinwerfer 35 cm
- vier Scheinwerfer 21 cm

## Beschießung im Mai 1915
Wie alle Anlagen auf der Hochfläche wurde auch Gschwent von Kriegsbeginn am 23. Mai 1915 an durch die Italiener artilleristisch bekämpft. In der ersten Phase bei Kriegsbeginn setzten sie die 14,9-cm-Turmgeschütze der Forts Monte Verena und Campolongo ein und verwendeten 28-cm-Haubitzen, die vom Monte Campomolon und dem Monte Torano feuerten. Als den Angreifern im Juni des gleichen Jahres zunächst die Munition ausging und sie den Beschuss aufgeben mussten, waren etwa 1200 schwere Einschläge im Nahbereich der Anlage gezählt worden. Allerdings hatte es nur einen direkten Treffer gegeben, als am 18. (oder 28.?) Mai eine Granate durch die Decke des Kontreeskarpenkoffers ging und dabei fünf Mann verwundete. Nach dem Ende dieser Beschießung wurde die Werksdecke mit einer Zerschellerschicht aus Holzbalken und einer Schotterlage verstärkt.

## Beschießung von August bis Oktober 1915
Da die Italiener die Abwehrstärke der Befestigung gegen Infanterieangriffe erkannt hatten, ließen sie das Werk links liegen und konzentrierten sich auf die Werke Lusern, Verle und Vezzena, die die Untergruppe Lavarone des Sperrriegels bildeten und wo der eigentliche Durchbruch geplant war.

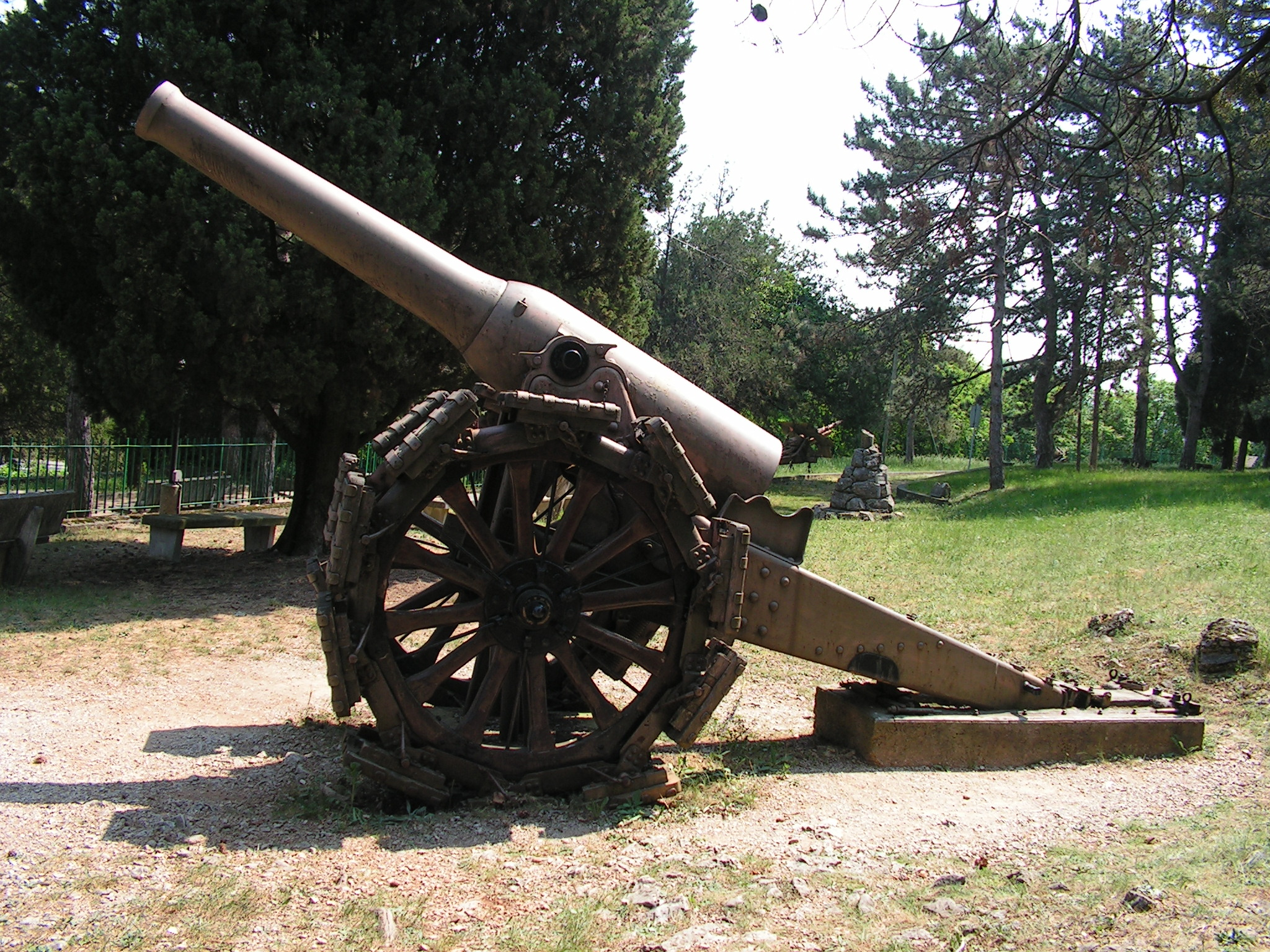
149-mm-(G)-Kanone der italienischen Feldartillerie (die gleichen Kaliber befanden sich in den Panzerwerken Verena und Campolongo)

Neben den zu schwachen 149-mm-Geschossen der alten italienischen Feldgeschütze und den Festungsgeschützen vom Forte Monte Verena (diese versuchten mit Schrapnellgranaten die 90-cm-Scheinwerfer zu zerstören) wurde das Fort auch von zwei 30,5-cm-Mörsern mit etwa 80 Schuss unter Feuer genommen. Weitere 100 Granaten vom Kaliber 28 cm fielen noch in den Nahbereich. Die Schäden durch den Artilleriebeschuss waren nicht gravierend und wurden unverzüglich (meistens bei Nacht) ausgebessert, Durchschläge waren nicht zu verzeichnen. Ein Infanterieangriff durch die Italiener erfolgte nicht.
Ab November 1915 wurden nördlich auf der Höhe 1243 Bettungen für die Turmhaubitzen eingerichtet, um die kostbaren Geschütze aus den gefährdeten Stellungen in den Werken hier in Sicherheit zu bringen. Mit dem Ausbau der Geschütze wurde frühestens am 20. Februar 1916 begonnen, als nachweislich mindestens ein Geschütz umgesetzt wurde.

## Beschießung ab April 1916
Um von der bevorstehenden Frühjahrsoffensive abzulenken, befahl der Abschnitts-Artilleriekommandant Oberst Janečka Störfeuer der Festungsartillerie auf die italienischen Stellungen. Dies hatte zur Folge, dass die Italiener massiv zurückzuschießen begannen. Um die Werksartillerie für das Vorbereitungsfeuer beim Offensivbeginn zu schonen, wurden daraufhin die Geschützrohre in die Kuppeln zurückgezogen. Die Rohrscharten wurden mit Sandsäcken verschlossen und nach hinten gedreht. Diese Beschießung endete mit dem Beginn der österreichisch-ungarischen Offensive im Juni 1916. Es wurden ca. 800 Einschläge vom Kaliber 28 cm und eine weit geringere Zahl vom Kaliber 30,5 cm gezählt. Gravierende Schäden entstanden nicht. Nach dem Beginn der Offensive geriet das Werk Gschwent aus dem Bereich der italienischen Artillerie und war bis zum Kriegsende nicht mehr in Kampfhandlungen verwickelt. Es wurde allerdings wieder instand gesetzt. So wurde die Decke des Kontreeskarpenkoffers ausbetoniert und dabei das von dem Granatdurchschlag herrührende Loch verschlossen. Bis auf eine Turmhaubitze wurde das Werk dann desarmiert und beherbergte als Besatzung nur noch eine Wachmannschaft.

## Trefferlage
- 15. April 1916: Durchschlag durch den Vorpanzer der Turmhaubitze Nr. II – mindestens 1 Mann gefallen
- 15. April 1916: 30,5-cm-Volltreffer auf die Kuppel Nr. III. Das Geschoss drang 19 cm tief ein und blieb stecken
- 29.(?) April 1916: Durchschlag einer Granate durch das 6 cm starke Maschinengewehr-Panzerschild im oberen Stock des Kehlkoffers.
- Durchschlag durch die Seitenwand des Kehlkoffers
- 18. Mai 1916: 30,5-cm-Durchschlag im Kontreeskarpenkoffer – Die Anzahl der Gefallenen ist ungewiss, zwischen 2 und 24 Mann.
- Weitere acht Treffer auf die Panzerung führten zu keinen Schäden.

Insgesamt wurde das Werk mit etwa 2000 Granaten vom Kaliber 28 cm und etwa 100 Granaten vom Kaliber 30,5 cm beschossen. Der eigene Munitionsverbrauch betrug 10.141 Granaten.

### Personalverluste
Insgesamt sind von der Besatzung des Werkes mindestens drei Mann gefallen. Die exakte Zahl ist nicht bekannt, wird jedoch höher liegen, da eine unbekannte Anzahl der Verwundeten noch gestorben sein dürfte.

## Nachkriegszeit
Nach dem Kriegsende ging das Werk in den Besitz der italienischen Armee über. In der Mussolini-Ära begann man die Stahlteile aus den Festungswerken zu entfernen. Während man bei den übrigen Werken mit Brachialgewalt vorging und diese dabei, soweit durch Kriegseinflüsse noch nicht geschehen, völlig ruinierte, wurde dem Werk Gschwent eine ungleich schonendere Behandlung zuteil, da der italienische König Vittorio Emanuele III., der das Werk 1935 besuchte, dieses zur Gedenkstätte erklärte und so vor dem Abriss bewahrte. Dennoch ging der Ausbau der Stahlteile weiter, 1940 wurden die Panzerkuppeln, die erste Schicht der Querträger und die Dachverschalung aus Blech demontiert. Nach dem Zweiten Weltkrieg ging das Werk erst in den Besitz der Region Trentino-Südtirol über, bevor es 1966 in Privatbesitz wechselte und in ein Museum verwandelt wurde.

## Heutiger Zustand
Das Bauwerk befindet sich seit 1996 im Besitz der Gemeinde Lavarone und wird von der privatrechtlichen Stiftung Fondazione Forte Belvedere Gschwent in Zusammenarbeit mit der Gemeinde Lavarone und dem Bund der Tiroler Kaiserjäger in Innsbruck unterhalten. Das im Werk untergebrachte Museum ist Teil des Museumsverbunds Rete Trentino Grande Guerra. Die ehemalige Festung wurde so weit wie möglich in den Originalzustand versetzt und wird laufend instand gehalten. Dadurch, dass das Werk auch während des Krieges fast keine Veränderungen erfuhr, zeigt es sich heute nahezu im Originalzustand. Die fehlenden Haubitzkuppeln wurden in Beton nachgegossen. Alle Poternen, Infanteriewerke und Batteriegänge sind elektrisch beleuchtet und zugänglich. Mit Hilfe von multimedialen und interaktiven Installationen wird versucht, dem Besucher Eindrücke vom Kriegsalltag zu vermitteln.